# Spatialisation sonore
La spatialisation sonore est l'action de créer l'illusion de la localisation d'un son.

## Applications
En mixage de musique, la spatialisation est utilisée pour répartir dans l'espace les différents instruments afin de favoriser leur intelligibilité.
En création sonore, notamment acousmatique / électroacoustique, elle fait partie des actions de traitement du son responsable de sonb écriture et de sa composition.
Dans le domaine de la réalité virtuelle, ou du cinéma, la spatialisation participe à la sensation d'immersion.

## Principe
L'audition humaine est capable de déterminer la position dans l'espace des sources sonores, principalement en se basant sur la comparaison entre les signaux sonores reçus des deux oreilles, mais aussi grâce à la comparaison son direct/réverbération, ou encore par une analyse timbrale du spectre.

## Techniques

### Système de diffusion
Les techniques dépendent fortement du système d'écoute (stéréophonie, multicanal, etc.). L'écoute au casque permet par exemple de sélectionner précisément ce qu'une oreille va percevoir : indépendamment du canal associé à l'autre oreille, et sans le filtrage HRTF effectué par la tête.

### Effets

#### Rendu de l'éloignement
Un son distant étant moins puissant, le niveau sonore est le réglage le plus évident pour décrire l'éloignement. 
Le niveau relatif entre le son sec et sa réverbération étant un indice important, le niveau de réverbération est également à régler. S'il n'est pas directement disponible, un effet de réverbération artificielle peut être appliqué.
Enfin, la distance filtrant certaines fréquences, une égalisation coupant les basses (en dessous de 200Hz) et hautes fréquences participe à l'illusion d'éloignement.

#### Placement horizontal

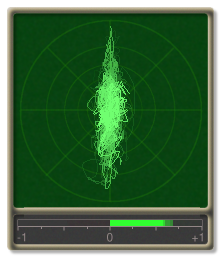
Goniomètre, outil utilisé pour visualiser la corrélation gauche-droite d'un signal stéréo.

Pour donner l'illusion à un auditoire qu'un son provient de sa droite à l'aide d'une sonorisation stéréo, la méthode la plus naturelle est le panoramique qui consiste à restituer plus fort le son sur une des enceintes.
En plus de la position, la largeur de l'image sonore est perçue. Pour donner une sensation de largeur à un enregistrement monophonique, il est possible de provoquer un déphasage en retardant un des canaux de quelques millisecondes, la décorrélation des signaux élargissant l'image auditive.
Un signal stéréo possède déjà une largeur sonore propre. Il est néanmoins possible de la resserrer et décentrer son image en jouant avec le panoramique de chacun de ses deux canaux.
Le réglage de la largeur sonore est plus flexible pour une prise de son utilisant un système à matriçage M-S qui se décompose en une prise mono (M) et une composante stéréo (S), le dosage de S permettant d'élargir la l'image sonore. Ce matriçage M-S est parfois appliqué sur signal stéréo classique (type X-Y) grâce à des inversions de phases pour proposer des réglages similaires.